# Cornelis Elandt
Cornelis Elandt (Den Haag, gedoopt 20 september 1641 – Den Haag, begraven 3 maart 1687) was een Haagse landmeter, cartograaf, prentkunstenaar, kunstschilder en tekenaar. 

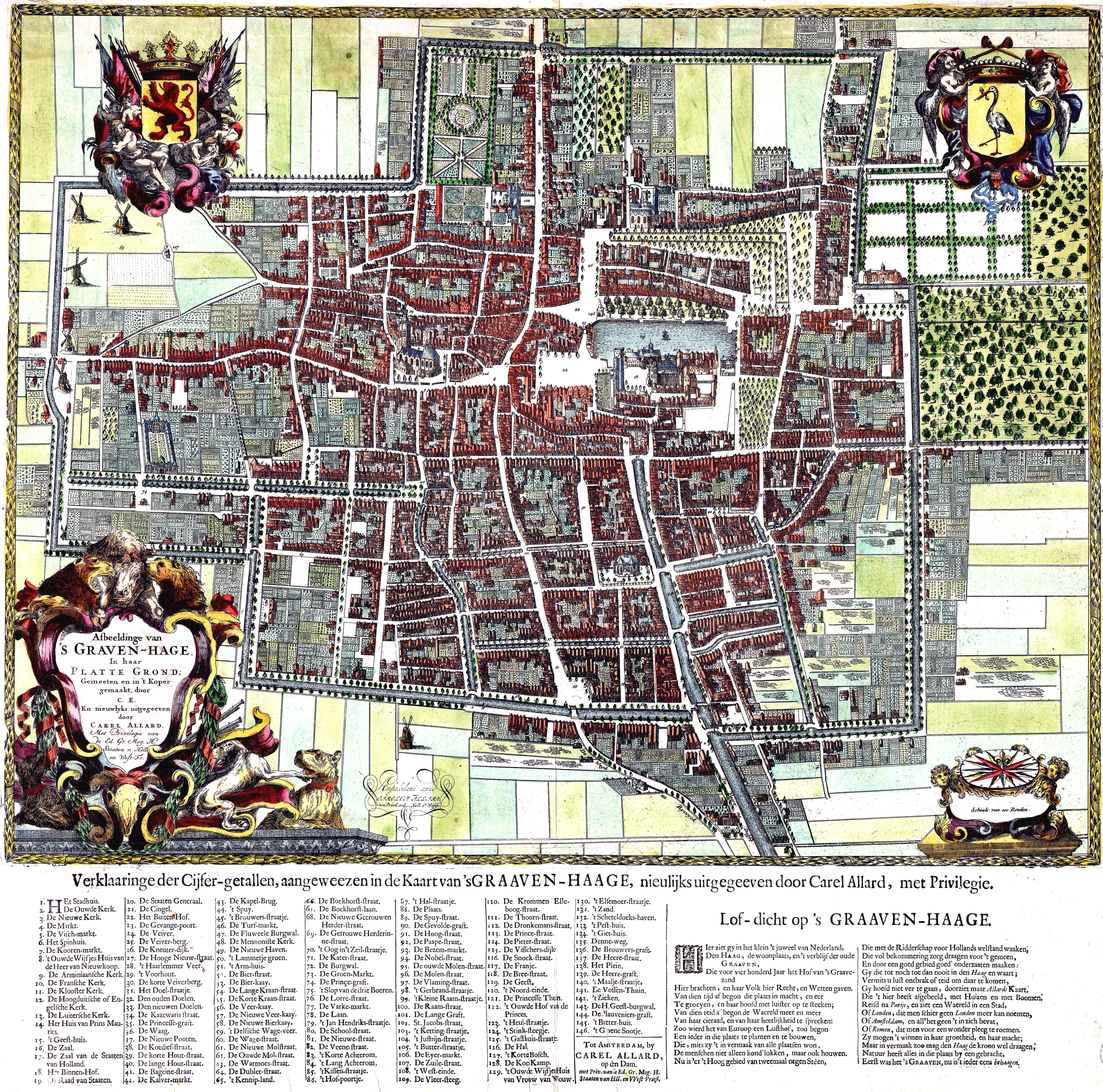
“Afbeeldinge van 's Gravenhage in haar Platte Grond Gemeeten”. (1666)

## Biografie
Elandt was een zoon van Johannes Elandt en Johanna Bastiaensdr en was familie van de graveur Hendrick Elandt. Hij werkte veel in opdracht van het Haagse stadsbestuur en het Hoogheemraadschap van Delfland. Voor deze overheden maakte hij veel kaarten. Daarnaast bestond zijn oeuvre uit landschappen en stadsgezichten. Er zijn veel prenten van hem bewaard waarop hij kastelen en landgoeden afbeeldde. De meeste van zijn werken betroffen onderwerpen in Den Haag en omgeving.
Bij gebrek aan een officiële beroepsnaam noemde Elandt zichzelf “practisijn in de geometrische const”.

## Vernoemingen
In Den Haag zijn de Elandstraat en het Elandplein in het Zeeheldenkwartier naar hem vernoemd. De straat loopt van het Piet Heinplein naar de Waldeck Pyrmontkade.

## Aantekeningen
- De naam van Elandt werd ook vaak geschreven in varianten als Elands, Elants of Elandts.

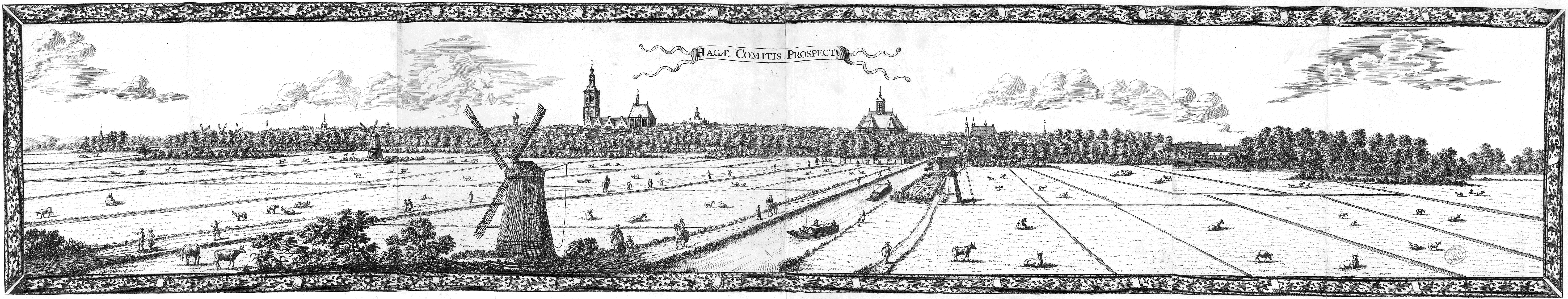
“Hagae Comitis Prospectus” (± 1667) Panoramisch zicht op Den Haag vanuit het oosten gezien.